# Паннония
Панно́ния (лат. Pannonia) — римская провинция; регион в центральной Европе на территории современных Венгрии, восточной Австрии, юго-западной Словакии, северной Словении, северной Хорватии, северо-восточной Сербии, северной Боснии и Герцеговины.

## География
С начала I века Паннония занимала территории современных западной Венгрии, восточной Австрии, восточной Хорватии (Славония) и, частично, Словении и Сербии (Воеводина). Главными городами провинциальной администрации были Аквинк (ныне Будапешт), Карнунт, Сирмий, Мурса и Петовий. На западе Паннония граничила с Нориком, а на востоке с Дакией. К северу границей был Дунай, за которым расселились племена древних германцев. На юге была Далмация.

## История
Юлиус Покорный выводит слово из иллирийского языка, использующего праиндоевропейский корень —pen, что в переводе означает «влага, вода, сырость».
Первоначально Паннония — область обитания иллироязычных племён (гава-голиградская культура): паннонцев, бревков, карнов, дарданийцев и пришедших сюда в IV—III вв. до н. э. кельтских племён, в частности, скордисков.
Проживавшие в провинции кельты жили в отдельных поселениях (civitates).
Между 103 и 107 годом Марк Ульпий Траян разделил Паннонию на Верхнюю (Superior) — с центром в Карнунте, и Нижнюю (Inferior) — с центром в Аквинке. Первая стала управляться консульским легатом, вторая — преторским, а начиная с Марка Аврелия — также консульским. Первым прокуратором Нижней Паннонии стал Адриан.
В 166 году в Паннонию вторглись лангобарды и обии.
В 172 году Марк Аврелий переселил племя анартиев в римскую провинцию Нижнюю Паннонию в наказание за отказ поддерживать римлян в войне с маркоманами.
В 213 году область вокруг Бригециона была включена в Верхнюю Паннонию.
B 214—215 годах Паннония пережила вторжение квадов, в 254 и 259—260 годах — также маркоманов и языгов.
Около 289 года Диоклетиан переселил племя карпов в Паннонию.
В конце III в. Административная реформа Диоклетиана разделила Паннонию на четыре части, с главными городами Карнунт, Аквинк и Бригецион, Савия и Сиския, Сирмий и Мурса.
В 337 году Константин Великий переселил племя ардарагантов в Паннонию.
Наконец, в 396 году Рим был вынужден предоставить осевшим в Паннонии маркоманам, квадам и вандалам, а также, предположительно, свевам, статус федератов (foederati).
Мир 482 года закрепил Паннонию за остготами.
Кроме горных районов, территория Паннонии была малоплодородной, особенно после того, как при Пробе и Галлиене были вырублены леса — до этого времени древесина тут составляла одну из главных статей экспорта. Среди сельскохозяйственных культур преобладали овёс и ячмень, из которого жители варили пиво, называвшееся sabaea. Виноградники и оливковые деревья культивировались в небольших масштабах. Определённую роль, помимо Норика, играли железные и серебряные копи. Паннония была также известна выведенной здесь породой гончих, охотившихся на кабана и зубра.
Коренное население Паннонии подверглось романизации. С течением времени сформировался паннонороманский язык и культура, которые сохранялись до прихода венгров.
В IV веке Паннония стала всё чаще подвергаться набегам варваров, и Аквинк начал приходить в упадок. Век спустя римские оборонительные рубежи были прорваны гуннами.
В VI веке Паннонию захватили авары в союзе с лангобардами.
По сведениям исторических источников (Иордан), к середине V века славяне делились на антов и склавенов и занимали территорию к северу от Дуная и, в частности, размещались в Среднедунайской низменности. Славяне, видимо, проникли на эту территорию, входившую в состав древней Паннонии, путём ранней инфильтрации в составе варварских народов вместе с гуннами, готами, аварами и т. д., но к VII веку Паннония уже была областью с преобладающим славянским этносом.

В IX веке тут существовало славянское Блатенское княжество. В конце века территорию Паннонии захватывают древневенгерские племена.

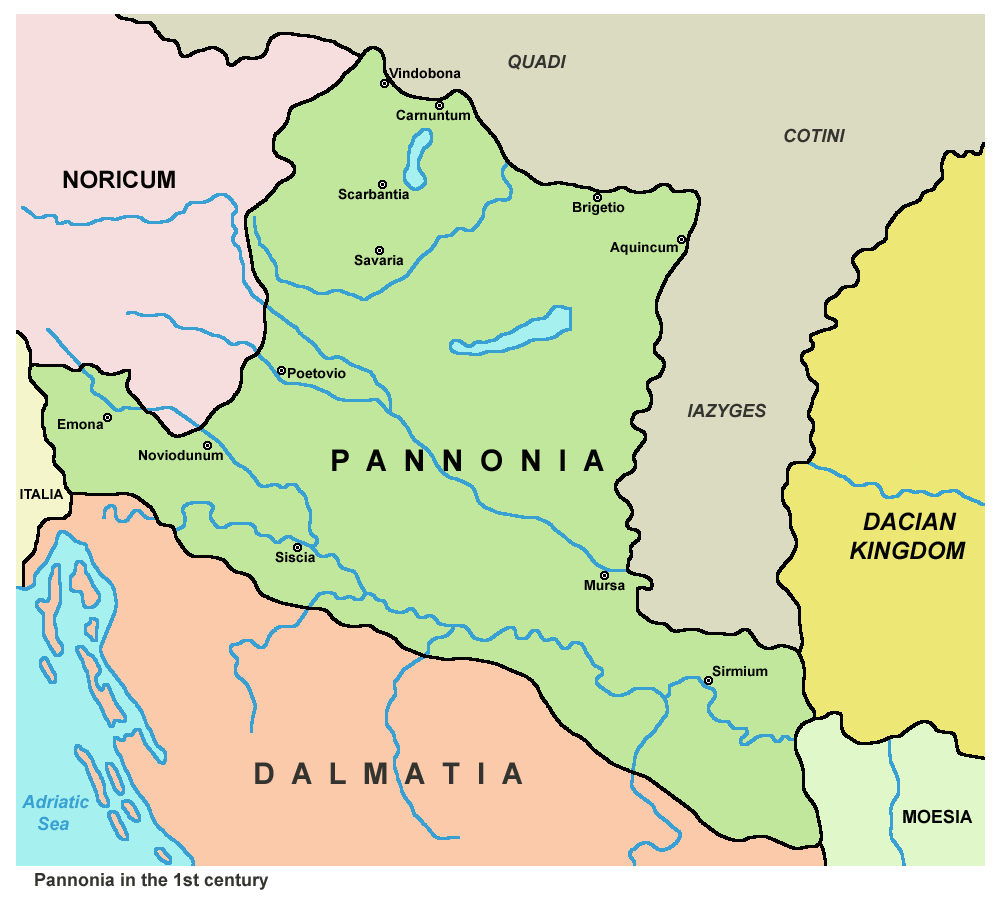
Паннония в I веке н. э.
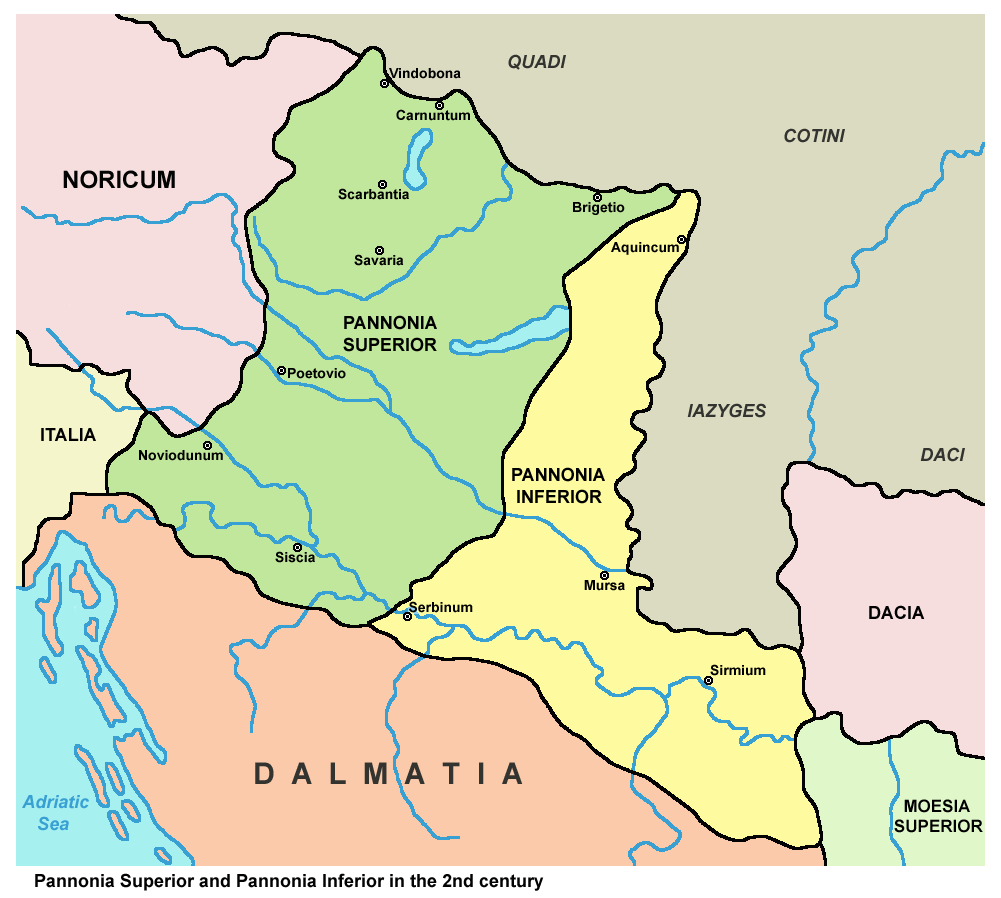
Паннония во II веке н. э.
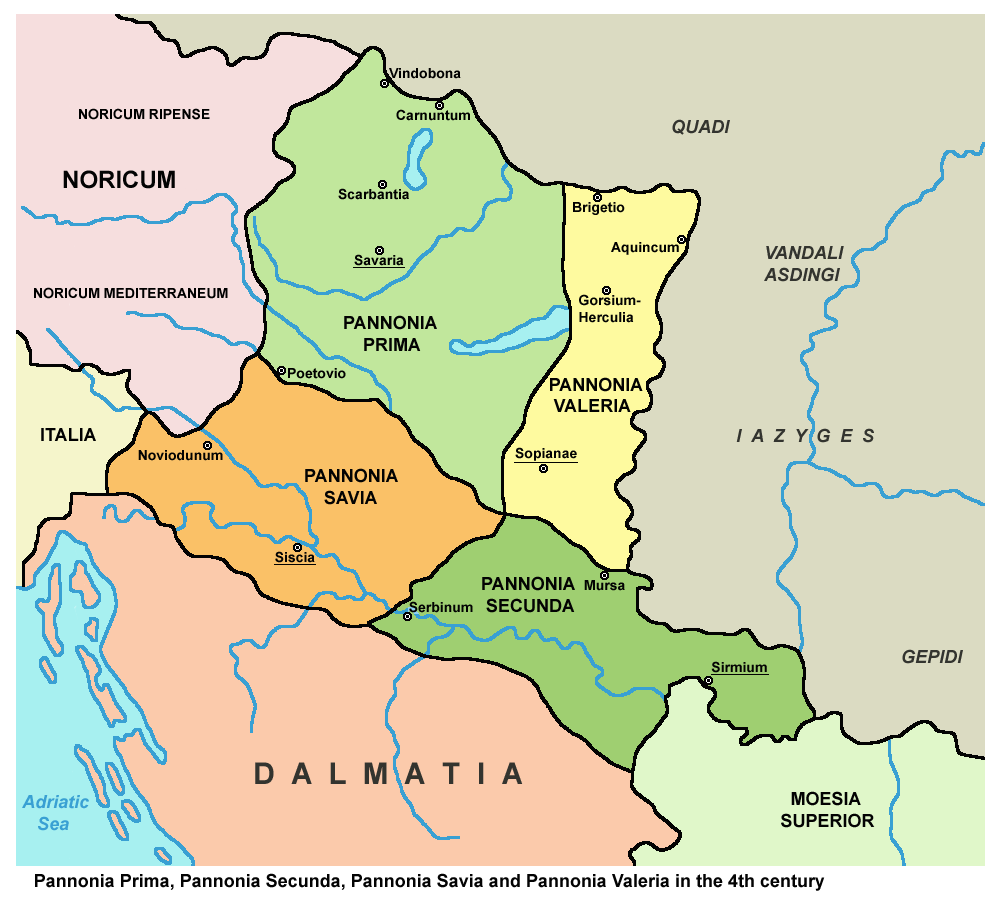
Паннония в IV веке н. э.

## Города провинции
- Аквинк
- Карнунт
- Мурса
- Петовий
- Сирмий
- Термы Панноники (англ. Thermae Pannonicae)
- Савия

## Римские прокураторы Паннонии
- 14, ок. — Квинт Юний Блез;
- 35 — Кальвизий Сабин;
- 49—50 — Секст Палпеллий;
- 68—69 — Тампий Флавиан;
- 107—109 — Публий Элий Адриан;
- 112 — Тит Юлий Максим Манлиан;
- 134/135 — Луций Аттий Макрон;
- 136/137 — Луций Цейоний Коммод;
- 143 — Клавдий Максим;
- 144 — Марк Понтий Лелиан Ларций Сабин;
- 154 — Марк Ноний Макрин;
- 160 — Марк Яллий Басс Фабий Валериан;
- 175/176 — Гай Веций Сабиниан Юлий Госп;
- 189/193 — Септимий Север;
- 199/200 — Тит Клавдий Клавдиан;
- 212 — Гай Юлий Септ(имий) Кастин;
- 214 — Луций Кассий Марцеллин;
- 218 — Понтий Понтиан;
- 260 — Понтий Гай Регалиан;
- 268/270 — Луций Домиций Аврелиан;
- 283/284 — Марк Аврелий Юлиан.

В Паннонии родились многие императоры поздней империи: Деций Траян, Геренний Этруск, Гостилиан, Аврелиан, Проб, Констанций II, Иовиан, Валентиниан I, Валентиниан II, Валент и Грациан.